# アゼルバイジャン語版ウィキペディア
アゼルバイジャン語版ウィキペディア（アゼルバイジャンごばんウィキペディア、アゼルバイジャン語: Azərbaycanca Vikipediya）は、オンライン百科事典「ウィキペディア」のアゼルバイジャン語版である。2002年1月に設立された。イランのアゼリー人に使われるアラビア文字アゼルバイジャン語版のwikipediaも存在する。

## 記事数
- 2007年3月9日 総記事数が5,000項目を達成
- 2007年7月22日 総記事数が1万項目を達成
- 2014年3月25日 総記事数が10万項目を達成